# Kasteel van Heurne
Kasteel van Heurne (kasteel van Horne) bevindt zich in Sint-Pieters-Heurne, een gehucht behorend tot het dorpje Vechmaal, in het zuiden van de Belgische provincie Limburg.

## Geschiedenis
Het bouwjaar van kasteel van Heurne is niet bekend. Het kasteel was lange tijd in het bezit van de Tongerse familie Bosch, wier wapenschild boven de ingangspoort van de kasteelhoeve prijkt. De bijbehorende hoeve dateert van 1743 en werd gebouwd door de familie Bosch. De familie Bosch had het kasteel van de 17e tot en met de 19e eeuw in hun bezit.
In het kasteel werden in 1967 opnamen gemaakt voor de film van Harry Kümel "Monsieur Hawarden", naar een boek van Filip de Pillecijn. Vroeger bevond er zich nog de Kasino, een verdwenen huisje in de Engelse stijl dat dienstdeed als jachtwachtershuis. Het bijbehorend bosje wordt sinds oudsher Bosquet genoemd.

## Bewoners van het kasteel
- Jean Bosch was tot aan zijn dood op 29 juli 1663 eigenaar van het kasteel .
- Mathias Bosch en zijn vrouw Elisabeth Poilvache. En hun kinderen;
  - Mathias Denis Jozef Bosch
  - Anna Marie Elisabeth Bosch
  - Anna Gertrude
  - Jacques
- Jacques Bosch trouwde met Marie-Christine Teuwissen; ze hadden eveneens 4 kinderen;
  - Anne-Elisabeth, geboren in 1753;
  - André Arnold Laurent, geboren in 1754;
  - Mathias Andrien, geboren in 1755;
  - Jacques André Arnold, geboren in 1757.

Jacques André Bosch huwde met Elisabeth Stellingwerff van Hasselt. Hij was Burgemeester van Vechmaal van 1802 tot 1813. Zij hadden slechts één dochter die te Hasselt werd geboren.
Marie-Jacqueline Bosch huwde op 5 december 1804 Louis Joseph, baron van Heusch van Kortessem. Ze bewoonden het kasteel van Horne, waar hun twee kinderen geboren werden, Guillaume François Emile in 1805 en Elise Octavie Robertine in 1811.
Het kasteel met de hoeve van Horne werd later aangekocht door Joseph Gerard Hubert Hermans die gehuwd was met Marie Angeline Frisch.
In 1847 kwam het kasteel in handen van baron de Favereau wiens dochter huwde met baron de Calwaert. Van deze Familie bevindt zich nog een mooie grafsteen op het kerkhof van Horne(Sint-Pieter-Kapel). Baron de Calwaert verkocht het aan advokaat Monthulet.
Bij het overlijden van de heet Monthulet kwam het kasteel in handen van zijn dochter Antoinette die gehuwd was met de heer Lekeu van Luik.